# 白志廟
22°46′54″N 120°29′34″E / 22.781730°N 120.492731°E
白志廟，舊稱白廟，全稱過江白志公廟，是位於屏東縣里港鄉過江村的廟宇，原先供奉張丙事件中在阿里港閩客械鬥死亡的六堆民兵，後來改為主祀當地一位善於醫術者「阿志伯」。

## 歷史
臺灣清治時期，道光十二年（1832年）十月，燕巢角宿村的許成響應張丙，以「將滅粵民」為口號。六堆遂推舉曾偉中為大總理、監生李定觀為副總理。道光十二年十二月初一（1833年1月21日），由武洛、高樹、大路關庄組成的右堆中軍，進攻阿里港，遭土庫庄閩南人馬力為首抵抗。此戰株連無辜，閩南族群死亡達二千餘人，棄屍遍野，合葬於北門埔萬人堆，建祠以作慰靈，人稱「紅廟」；六堆民兵死者也在阿里港立祠供奉，喚作「白廟」。
閩南族群的大量死亡，讓六堆也受到清廷處罰。李定觀在西勢忠義祠前處決，曾偉中則在押解北京途中被毒死，其他客家人入罪者上百人。第一位台灣客家進士黃驤雲雖人不在家鄉，也被閩南人指控為主謀，只好找黃霆三、幸阿双這兩位家丁頂罪送死，事後瀰濃廣興庄設安樂壇祭拜這兩名家丁。
臺灣日治時期，有一名脾氣古怪、又精通醫術、暱稱「阿志伯」（或「志伯仔」）的人在白廟居住，經常為村民免費治療，還醫好庄長菊山計次郎之子。志伯仔逝世後，村民就將廟改叫「白志廟」，為其雕塑神像奉厝，並成立名為「白廟公會」的祭祀團體，此廟香火才慢慢興盛。

菊山庄長曾重修白廟，並把散落的無主骨骸集中安葬在此廟。

1952年《聯合報副刊》的台灣地方故事，則寫有一位名為野村武雄的新任庄長於1939年夏天封閉了此廟。不久，兒子野村碩光在放學途中經過白廟西側的駱駝橋，被一位綽號叫「土成仔」的人偷推跌下重傷，鄉民就說是神罰。土成仔還聯合當地醫師莊金仁騙野村庄長要從此廟求神藥，兒子的腿傷才會好。之後庄長兒子傷好，庄長因此信仰白志公，也開放廟給村民祭拜。但土成仔一次喝醉後說溜嘴，莊醫師和土成仔就被抓，廟也再封了。
而日治時期現實生活中的野村武雄，實則為臺北電信局通信課交通主事，未曾在屏東郡里港擔任公職。
此廟在現今里港鄉過江社區活動中心旁，與紅廟相距約三、四百公尺。在1999、2000年報導時，當地人對兩廟由來已不清楚，當地還有耆老以為當時械鬥死亡的客家人埋在紅廟附近、閩南人放在白廟後面。

## 題目塔
昭和十九年（1944年），高雄州屏東郡里港長菊山計次郎於廟塚上方豎立題目塔。

## 祭祀
對里港人而言，白廟所供奉的客家先民相當於仇敵，過去也沒有什麼人管理或祭典，直到志伯仔去世後才改變。
端午前夕，當地鄉民會在此辦桌，以粽子祭拜，為地方求平安。因傳說志伯仔在端午節前一天出生，其生平最愛吃檳榔和粽子。

廟旁的過江社區活動中心掛有「過江白志公廟」招牌。
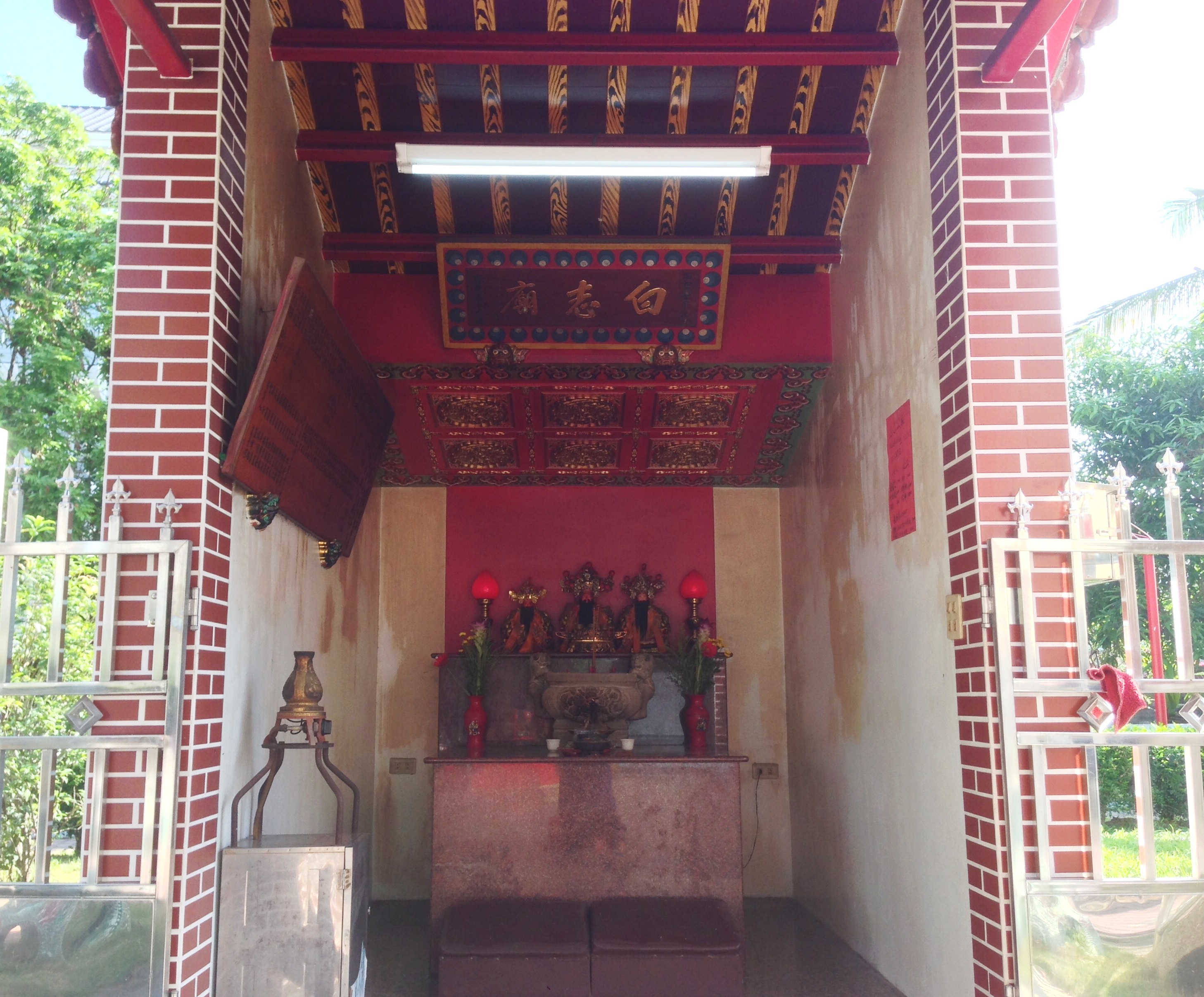
廟內有三尊神像。
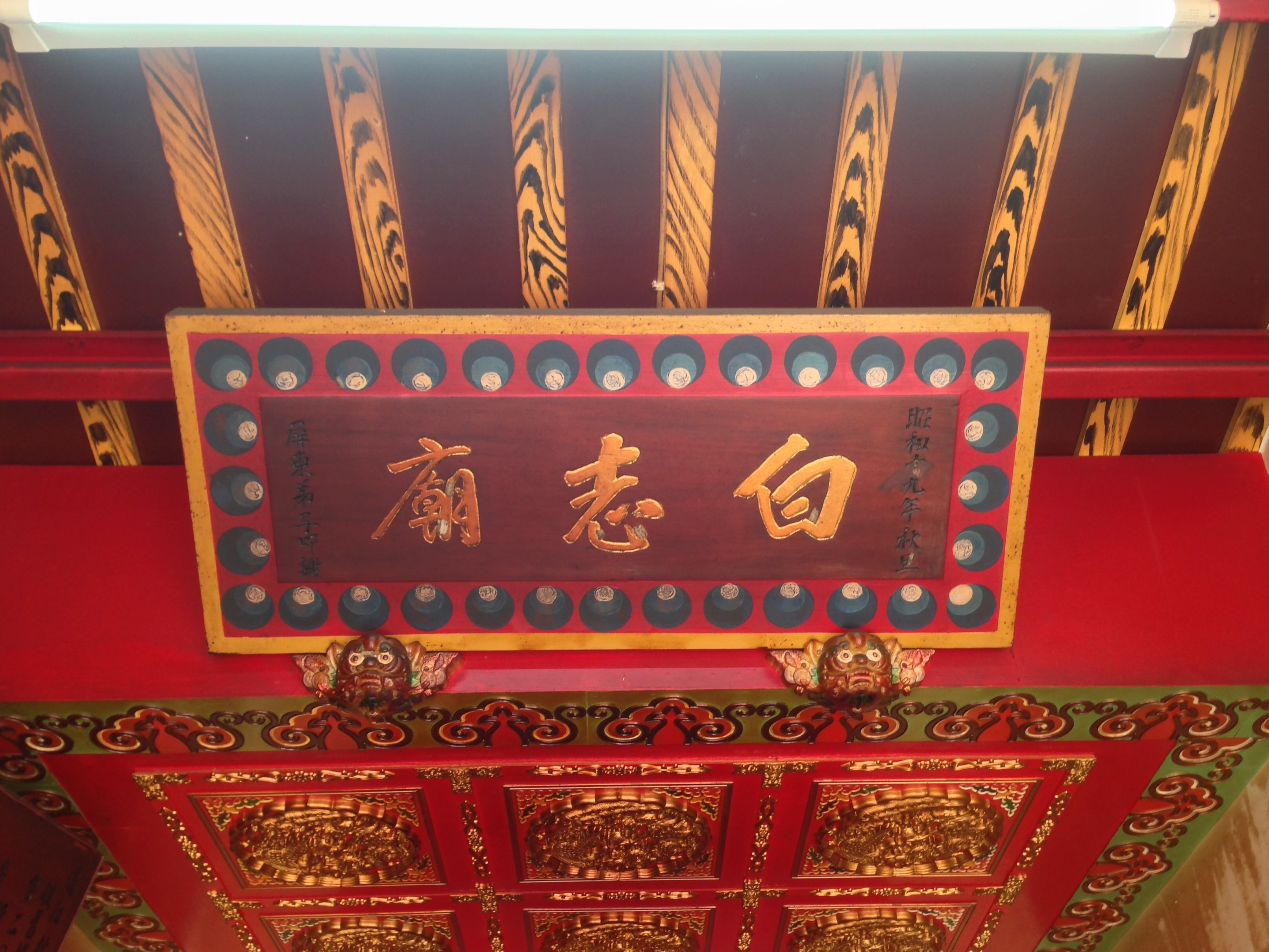
「白志廟」匾額，為昭和年間所敬贈。
立於日治時期的題目塔。
刻於1970年代的碑記。